# Chemin de fer à crémaillère
Un chemin de fer à crémaillère est un type de remontée mécanique où des trains circulent sur une ligne de voie ferrée dotée en son centre d'un rail supplémentaire denté. Les locomotives sont équipées d'une ou plusieurs roues motrices dentées qui s'engrennent avec ce rail, donnant ainsi aux convois l'adhérence pour gravir des pentes raides. 

## Technique
Comme un chemin de fer classique, un chemin de fer à crémaillère se compose de deux rails parallèles en acier, mais ils sont dans ce cas complétés par un troisième rail denté, placé entre les rails lisses, et destiné à assurer une meilleure adhérence. Sur ce rail denté s'enclenchent une ou plusieurs roues motrices, qui permettent au convoi de gravir des pentes allant jusqu'à 48 %. L'adhérence limitée des roues en acier réduit fortement les pentes praticables sur des rails de chemin de fer classique, en général en dessous de 4 %. La limite technique se situe à 16 % sur rail sec (14 % sur rail mouillé). Parmi les lignes ferroviaires en service à pente élevée sans crémaillère, on peut citer celle de la ligne Saint-Gervais-Vallorcine en France avec des rampes de 9 % et celle du tramway de Lisbonne qui comporte des rampes de 13,5 %. Le système à crémaillère permet de franchir des pentes plus fortes.
Certaines lignes, généralement courtes, sont équipées d'une crémaillère sur toute leur longueur. D'autres, souvent plus longues, ne comportent de crémaillère que dans les sections en forte pente. Exploités à l'origine avec des locomotives à vapeur, les chemins de fer à crémaillère ont généralement été électrifiés. Certains manèges de foire utilisent ce système à crémaillère pour faire monter un train composé de wagonnets.
La Suisse est le pays qui a le plus contribué au progrès technique du chemin de fer à crémaillère ; elle est également le pays qui a le plus développé ce genre d'équipement, avec 40 lignes, dont 28 encore en exploitation.

## Différentes sortes de crémaillères

### Système Marsh
Il doit son nom à l'ingénieur américain Sylvester Marsh. Il a été conçu pour le chemin de fer du Mont Washington, au New Hampshire (États-Unis), en 1869. Une roue dentée verticale s'enclenche sur une sorte d'échelle horizontale composée de barreaux à section ronde.

### Système Riggenbach
Il doit son nom à l'ingénieur suisse Niklaus Riggenbach (1817-1899). Il a été conçu pour le chemin de fer du Rigi, en Suisse, en 1871. Une roue dentée verticale s'enclenche sur une sorte d'échelle horizontale composée de barreaux à section carrée.

### Système Strub
Il doit son nom à l'ingénieur suisse Emil Strub (de). C'est le système le plus simple : une roue dentée verticale s'enclenche sur un rail denté de profil proche des rails vignole. Une sorte de pince, qui entoure le champignon de la crémaillère, est installée sur les véhicules.

### Système Locher

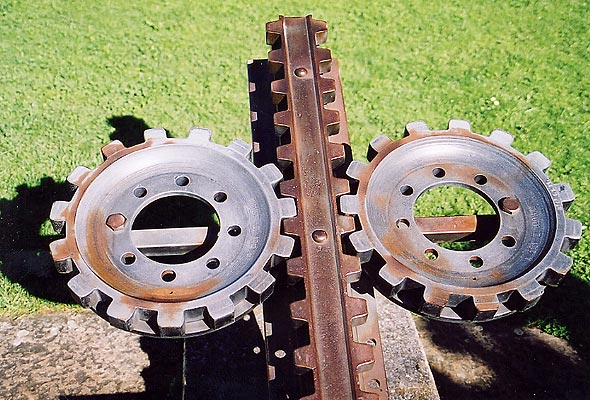
Crémaillère de type Locher sur le Pilatusbahn (Suisse).

Il doit son nom à l'homme d'affaires suisse Locher-Freuler (1840-1910). Deux roues dentées horizontales s'enclenchent de part et d'autre d'un rail à double denture posé à plat. Ce système a été très peu utilisé mais était directement inspiré du système à rail central. C'est le système qui permet de gravir les pentes les plus élevées (48 % pour le train du Pilatus).

### Système Abt

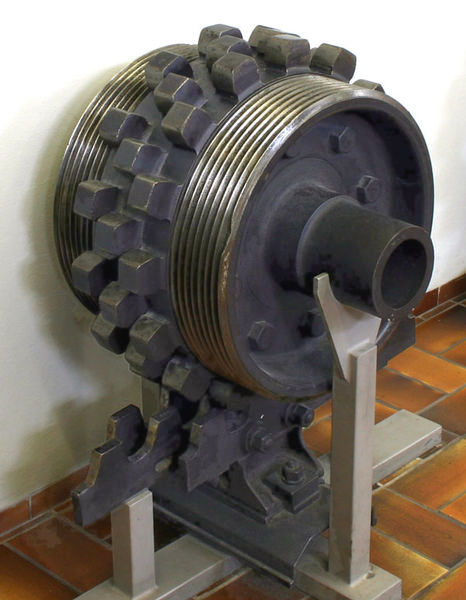
Système de crémaillère Abt.

Il doit son nom à l'ingénieur suisse Carl Roman Abt (1850-1933). Il se compose de deux ou trois lames parallèles de profil rectangulaire, chacune entaillée de dents verticales selon le même pas. Les lames sont posées de manière décalée les unes par rapport aux autres. Ainsi, quatre ou six roues dentées verticales s'engrènent chacune sur une lame. Ce système assure une meilleure continuité dans l'effort de traction. Il est utilisé par exemple pour le Brienz Rothorn Bahn.

### Système Von-Roll

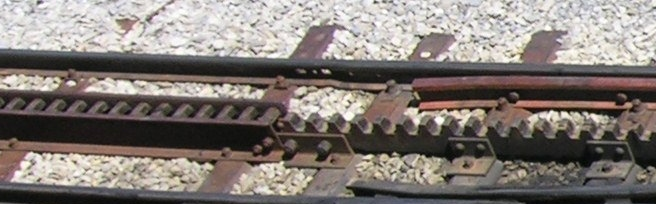
Transition entre les crémaillères Riggenbach et Von Roll.

Le système Von Roll a été créé par la compagnie suisse du même nom après l'abandon du laminage des profilés spécifiques utilisés pour fabriquer les crémaillères Strub. La crémaillère est constituée d'une lame unique, de section rectangulaire entaillée de dents verticales. Son profil est semblable à une lame de crémaillère Abt, quoique notablement plus large. Ce type de crémaillère est compatible avec les systèmes Riggenbach et Strub. Ainsi, la ligne des Appenzeller Bahnen de Saint-Gall-Gais-Appenzell (SGA) possédait, jusqu'à sa conversion en ligne par adhérence en 2018, à la fois des sections de crémaillère Strub, Riggenbach et Von-Roll. La plupart des nouveaux chemins de fer à crémaillère, construits depuis le milieu du XXe siècle, sont équipés du système Von Roll.